# Gat salvatge africà
El gat salvatge africà (Felis lybica) és una espècie de fèlid. Sembla que divergiren d'altres espècies fa uns 131.000 anys. Alguns exemplars de F. lybica foren domesticats per primer cop fa uns 10.000 anys al Pròxim Orient i són els avantpassats del gat domèstic. S'han descobert restes de gats domèstics en tombes humanes de fa 9.500 anys a Xipre.

## Descripció física

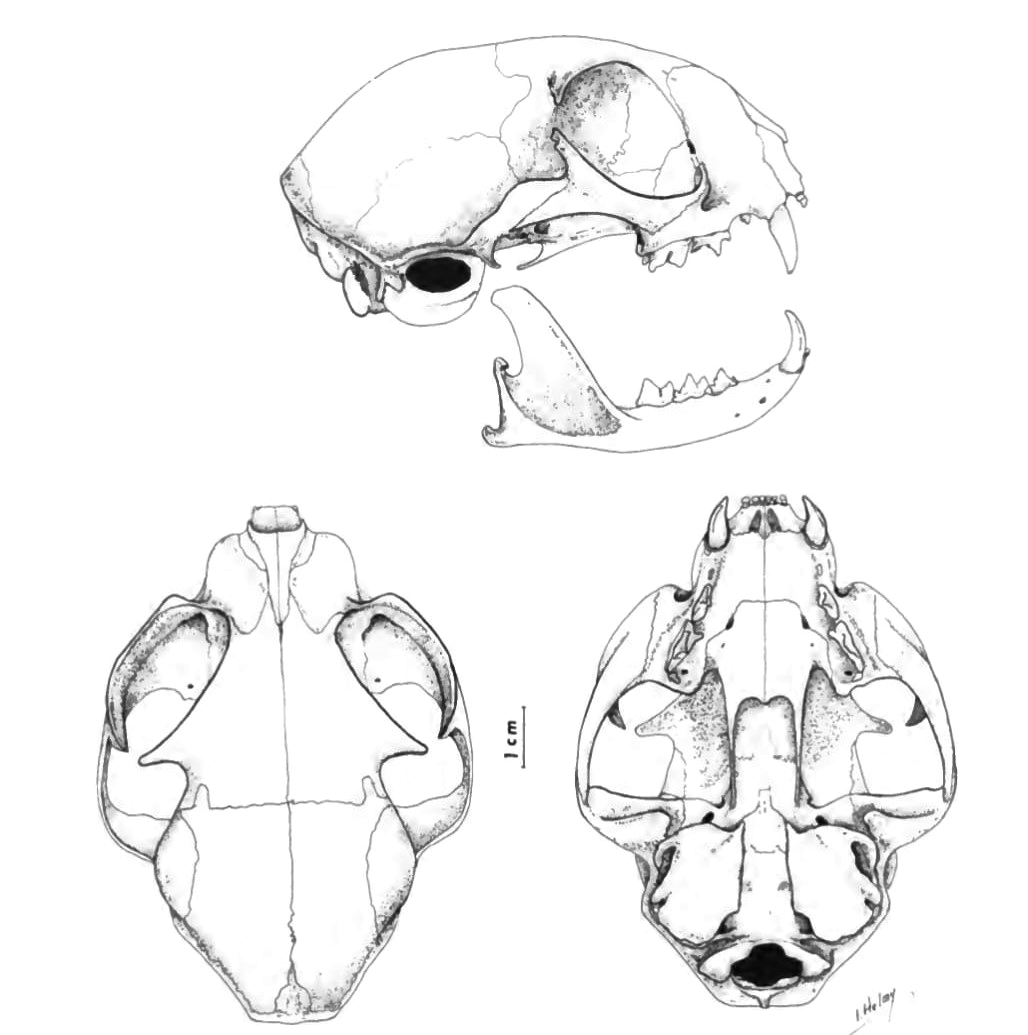
Crani

El gat salvatge africà té un pelatge que va del marró sorra al gris groguenc, amb ratlles negres a la cua. El seu pèl és més curt que el del gat salvatge europeu. També és considerablement més petit: la longitud del seu cap i el seu cos varia entre 45 i 75 centímetres, té una cua que fa entre 20 i 38 centímetres i el seu pes oscil·la entre 3 i 6,5 quilograms.

## Hàbitat i distribució geogràfica
Es troba a l'Àfrica i a l'Orient Mitjà, en una àmplia varietat d'hàbitats: estepes, sabanes, boscos i matollars.

## Comportament
Es tracta d'una animal principalment nocturn i crepuscular. Quan s'enfronta, el gat salvatge africà estufa el seu pèl per semblar més gran i intimidar el seu oponent. Durant el dia, en general, s'amaga en arbustos, encara que de vegades està actiu quan els dies són foscos i ennuvolats. El territori d'un mascle coincideix amb el d'algunes femelles, el qual defensa contra els intrusos. Són territorials i solen presentar grups d'un mascle amb poques femelles.

### Alimentació
Per caçar, s'apropa a la seva presa lentament i l'ataca saltant-hi al damunt quan es troba prou a prop (aproximadament un metre). El gat salvatge africà s'alimenta principalment de ratolins, rates i altres petits mamífers, encara que quan se'n presenta l'oportunitat, també s'alimenta d'ocells, rèptils, amfibis i insectes.

### Reproducció
Les femelles pareixen entre 2 i 6 gatons (3 de mitjana), sovint en caus o forats a terra. El període de gestació té una durada d'entre 56 i 69 dies. Els gatons neixen cecs i necessiten la completa atenció de la mare. La majoria neixen a l'estació humida, quan hi ha prou aliment, es queden amb la seva mare durant 5 o 6 mesos i són fèrtils després del primer any.